# 坡底街道
坡底街道，曾为中国山西省阳泉市城区下辖的一个乡级行政区单位。2021年4月，撤销坡底街道，将娘电社区居委会并入义井街道管辖。

## 行政区划
坡底街道下辖以下地区：
娘电社区。